# Давитадзе, Леван Михайлович
Леван Михайлович Давитадзе, в указе — Хаджи Мухамедович (15 сентября 1916 года, село Шуахеви, Батумская область, Российская империя — дата смерти неизвестна, Батуми, Грузинская ССР) — советский хозяйственный, государственный и политический деятель, Герой Социалистического Труда. Председатель Совета министров Аджарской АССР (1961—1975). Член ЦК Компартии Грузии. Депутат Верховного Совета СССР 6 — 8 созывов. Депутат Верховного Совета Грузинской ССР 5-го созыва.

## Биография
Родился в 1916 году в крестьянской семье в селе Шуахеви Батумской области. В 1931 году вступил в ВЛКСМ и в 1939 году — в ВКП(б). Окончил Батумский учительский институт (сегодня — Батумский университет).
С 1937 года — директор неполной средней школы в Аджарской АССР, инспектор, заведующий районным отделом народного образования. В 1942 году избран секретарём Хулойского районного комитета КП(б) Грузии. В последующие годы: председатель исполнительного комитета Хулойского районного Совета депутатов трудящихся Аджарской АССР, заведующий отделом, секретарь Аджарского комитета КП(б) Грузинской ССР (1953—1961), председатель Совета Министров Аджарской АССР (март 1961 — июнь 1975).
Будучи председателем Хулойского райисполкома занимался развитием сельского хозяйства в Хулойском районе. В 1948 году сельскохозяйственные предприятия Хулойского района перевыполнили в целом плановый сбор урожая табака на 22,6 %. Указом Президиума Верховного Совета СССР от 3 мая 1949 года удостоена звания Героя Социалистического Труда за «получение высоких урожаев кукурузы и табака в 1948 году» с вручением ордена Ленина и золотой медали «Серп и Молот».
Этим же Указом званием Героя Социалистического Труда были награждены секретарь Хулойского райкома партии Владимир Семёнович Трапаидзе, заведующий сельхозотделом Шалва Константинович Чхаидзе, главный районный агроном Бежан Ильич Палавандишвили и звеньевой колхоза имени Стаханова Хулойского района Хасан Маирович Сурманидзе.
Избирался депутатом Совета Национальностей Верховного Совета СССР 6-го, 7-го и 8-го созывов, депутатом Верховного Совета Грузинской ССР 5-го созыва (1959—1963), делегатом XXIII и XXIV съездов КПСС, членом ЦК Компартии Грузинской ССР (с 29 сентября 1961 года).
После выхода на пенсию проживал в Батуми. Дата смерти не установлена.

## Награды
- Герой Социалистического Труда
- Орден Ленина
- Орден Октябрьской Революции (27.08.1971)
- Орден Трудового Красного Знамени — дважды (02.04.1966; 12.12.1973)
- Медаль «За трудовую доблесть» (29.08.1960)